# Volturnalia
I Volturnalia erano la festa dedicata nell'antica Roma al dio Volturno (latino: Vulturnus o Volturnus).

## Celebrazione
Venivano celebrati il 27 agosto a Roma da un flamine preposto al culto di Volturno e chiamato Flamen Volturnalis. Questo sacerdozio a detta di Varrone reatino sarebbe stato istituito da Numa Pompilio, il secondo re di Roma nella storiografia tradizionale. Si tratterebbe quindi di una tra le più antiche festività romane.

## Interpretazioni
Secondo Gellio i romani chiamavano Volturnus uno dei venti dell'est, presumibilmente lo Scirocco, visto che in un passo di Columella si riferisce che nella provincia Betica era necessario coprire le viti con delle stuoie al levarsi in cielo della Canicula, perché altrimenti a quell'epoca il nocivo vento di sud-est chiamato Volturnus avrebbe bruciato l'uva come una fiamma. Da qui nasce l'idea che i Volturnalia fossero un sacrificio propiziatorio di natura agraria al vento Volturno a protezione dei raccolti, idea oggi sostenuta da studiosi autorevoli come Dumézil.
Tuttavia sono state proposte anche altre interpretazioni, in particolare quella che i Volturnalia fossero una festa fluviale dedicata al fiume Tevere divinizzato. Sulla base dell'esistenza di una festività che si teneva nell'antica Capua in onore del dio campano eponimo del fiume Volturno,alcuni autori hanno ritenuto che anche i Volturnalia romani potessero avere un carattere simile. All'interno di questa ipotesi è stato proposto che dio e festività fossero stati importati a Roma dall' antica Campania, che il nome Volturno potesse essere stato riferito dai romani al Tevere "a volvendo", cioè dal vocabolo indicante il moto delle acque e che il termine flaminis ricorrente a proposito dei Volturnalia in un antico calendario romano originale (il cd. Capranica) fosse da rileggere come fluminis . Tuttavia queste ipotesi sembrano difficilmente sostenibili, specie alla luce del già citato passo di Varrone reatino che attribuisce un'origine arcaica e prettamente romana alla festività e rende quindi improbabile un'importazione dalla Campania.
Oltre ad una certa confusione tra la divinità campana e quella romana che si è avuta nella poesia classica e nella filologia meno recente, c'è anche chi ha sostenuto, come il Vaccai stesso un'identificazione tra Volturno e Vertumno (latino: Vertumnus o Vortumnus), antico dio romano della natura che si trasforma e dei mutamenti stagionali e no vedendo in entrambi degli aspetti di Giano, ma anche questa interpretazione risulta difficile da sostenere, poiché Vertumno aveva, sempre secondo Varrone, una sua propria festa, i Vertumnalia, che si tenevano in una differente occasione.